# Psycholingwistyka
Psycholingwistyka, psychologia języka – dziedzina nauki na pograniczu psychologii i językoznawstwa zajmująca się psychologicznymi podstawami funkcjonowania języka, tzn. tym, jak język jest przyswajany, przetwarzany oraz wykorzystywany przez ludzki umysł.
W psycholingwistyce wykorzystywane bywają na przykład testy asocjacyjne, podczas których badane osoby mają podać np. pierwsze skojarzenie z jakimś słowem albo spółgłoskę najbardziej ich zdaniem podobną do innej podanej przez prowadzącego test. Dzięki nim potwierdzono m.in. tabelę spółgłosek. W tym aspekcie psycholingwistyka przenika się wzajemnie z socjolingwistyką. Oprócz tego psycholingwiści sięgają po badania paralingwistyczne oraz prelingwistyczne.
Z zainteresowania psycholingwistów procesami odbywającymi się w mózgu podczas używania języka wyłoniła się neurolingwistyka, zaś z badań nad procesami uczenia się języka korzysta m.in. glottodydaktyka i metodyka nauki języków obcych.
Choć psycholodzy (np. K. Bühler, W. Wundt) już wcześniej interesowali się językiem, a wpływ psychologii był obecny również w językoznawstwie, psycholingwistyka jako dyscyplina uformowała się dopiero w latach 50. XX wieku. Początki psycholingwistyki są datowane na rok 1953. Odbyła się wówczas konferencja, w której uczestniczyli językoznawcy, etnografowie oraz psychologowie. Jej owocem była zbiorowa praca Psycholinguistics.
Ważniejszymi psycholingwistami byli: Jean Piaget, Burrhus Frederic Skinner (którego teoria behawioralna zrewolucjonizowała ówczesne wyobrażenia na temat akwizycji języka oraz postrzeganie faz przyswajania mowy) oraz współcześnie Noam Chomsky, George Lakoff, Michael Tomasello czy Steven Pinker.
Psycholingwistyka rozwijała się w ścisłym związku z gramatyką generatywną.